# ویلیام گالبریت (ژیمناست)
ویلیام گالبریت (انگلیسی: William Galbraith; ۱۵ سپتامبر ۱۹۰۶ – ۹ اوت ۱۹۹۴) ژیمناست و نظامی اهل ایالات متحده آمریکا بود.
همچنین برندهٔ جوایزی همچون نشان ستاره برنزی شده‌است.